# Нелінійна апроксимація
Лінійна, особливо лінійна поліноміальна, апроксимація часто не відповідає характеру функції. Наприклад многочлен високого степеня швидко зростає при {\displaystyle |x|\to \infty }; тому навіть нескладну функцію {\displaystyle y(x)={\frac {1}{1+x^{2}}}} многочлен погано аппроксимує на великому відрізку. Оскільки апроксимація проводиться в широкому інтервалі зміни аргументу використання нелінійної залежності від коефіцієнтів тут ще більш вигідно ніж при інтерполяції. На практиці використовують два види залежності. Один — квазілінійна залежність, що зводиться вирівнюючою заміною змінних {\displaystyle \eta (y)}, {\displaystyle \xi (x)} до лінійної. Цей спосіб дуже ефективний і часто використовується при обробці експерименту, тому що апріорні дані про фізику процесу допомагають знайти хорошу заміну змінних {\displaystyle \eta =\lg y} і {\displaystyle {\mathit {t}}}, де y(x) — швидкість розпаду. В цих змінних крива зазвичай апроксимується апроксимується ламаною ланки якої відповідають розпаду все більш довгоживучих членів радіоактивного ряду. Другий застосовуваний вигляд залежності від коефіцієнтів — дробово-лінійна, коли апроксимуюча функція раціональна:
{\displaystyle \varphi (x)=P_{n}(x)/Q_{m}(x)=(\sum _{k=0}^{n}a_{k}x^{k})/(\sum _{q=0}^{m}b_{q}x^{q})}.
Нерідко використовується і відношення узагальнених многочленів. Така апроксимація дозволяє передати полюси функції у(х) — їм відповідають нулі знаменника потрібної кратності. Часто можна відтворити асимптотичну поведінку y(x) при {\displaystyle x\to \infty } за рахунок відповідного вибору иуличини n-m;наприклад, якщо {\displaystyle y(\infty )={\mathit {const}}\neq 0},то потрібно покласти n=m.При цьому самі n, m можна брати достатньо великими, щоб мати багато коефіцієнтів апроксимації.
Однак квадрати похибки  {\displaystyle {}\!||y-P_{n}/Q_{m}||_{L_{2}}^{2}} вже не будуть квадратичною функцією коефіцієнтів, так що знайти коефіцієнти раціональної функції нелегко. Можна за аналогією з середньоквадратичною апроксимацією многочленами висунути гіпотезу, що похибка {\displaystyle y(x)-[P_{n}(x)/Q_{m}(x)]} має на [a, b] число нулів, не менше числа вільних коефіцієнтів. Тоді задача зводиться до лагранжевої інтерполяції по цих нулях {\displaystyle x_{p}} і коефіцієнти {\displaystyle a_{k}}, {\displaystyle b_{q}} знаходяться з системи лінійних рівнянь:
{\displaystyle y(x_{p})\sum _{q=0}^{m}b_{q}x_{p}^{q}=\sum _{k=0}^{n}a_{k}x_{p}^{k}}, {\displaystyle 0\leq p\leq n+m;b_{0}=1}.
 Зрозуміло, що точне положення нулів невідоме; їх обирають випадково, зазвичай рівномірно розподіляючи на відрізку [a, b]. Цей спосіб називають методом обраних точок. Отримане методом наближення {\displaystyle \varphi (x)} зовсім не буде найкращим. Окрім того, метод обраних точок не розумне вирішення, як і всяка інтерполяція, якщо {\displaystyle y(x_{p})} мають помітну похибку.
Найкраще наближення можна знайти методом ітерованої ваги. Підмітимо, що задача
{\displaystyle {}\!||Q_{m}(x)y(x)-P_{n}(x)||_{L_{2}}^{2}=min} 
легко розв'язується:вираз, що стоїть справа є квадратичною функцією коефіцієнтів {\displaystyle a_{k},b_{q}}, і диференціювання по них приводить до лінійної системи для визначення коефіцієнтів. Нова задача відрізняється від вихідної по суті тим, що замість ваги {\displaystyle \rho (x)} використовується інша вага {\displaystyle \rho (x)Q(x)_{m}^{3}}, тому її розв'язок не є найкращим наближенням. Запишемо вихідну задачу в новій формі:
{\displaystyle {}\!||y-(P_{n}/Q_{m})||_{L_{2}}^{2}=\int _{a}^{b}{\bar {\rho }}(x)[Q(x)_{m}y(x)-P(x)_{n}]^{2},dx=min},
 {\displaystyle {\bar {\rho }}(x)=\rho (x)/Q(x)_{m}^{3}}, 

і будемо розв'язувати її простим ітераційним процесом
{\displaystyle {\bar {\rho }}^{(s)}(x)=\rho (x)[Q_{m}^{(s-1)}(x)]^{2}}
{\displaystyle \int _{a}^{b}[{{\bar {\rho }}^{(s)}(x)}y(x)-P_{n}^{(s)}(x)]^{2}\,dx=min};
за нульове наближення можна взяти {\displaystyle Q_{m}^{(0)}(x)\equiv 1}. На кожній ітерації вага відома по попередній ітерації, тому коефіцієнти {\displaystyle a_{k}^{(s)},b_{q}^{(s)}} легко знаходяться з умови мінімуму квадратичної форми. Практика показує, що коефіцієнти найкращого наближення слабко залежать від вибору ваги, тому зазвичай ітерації збігаються швидко.